# 카를 멩거 (수학자)

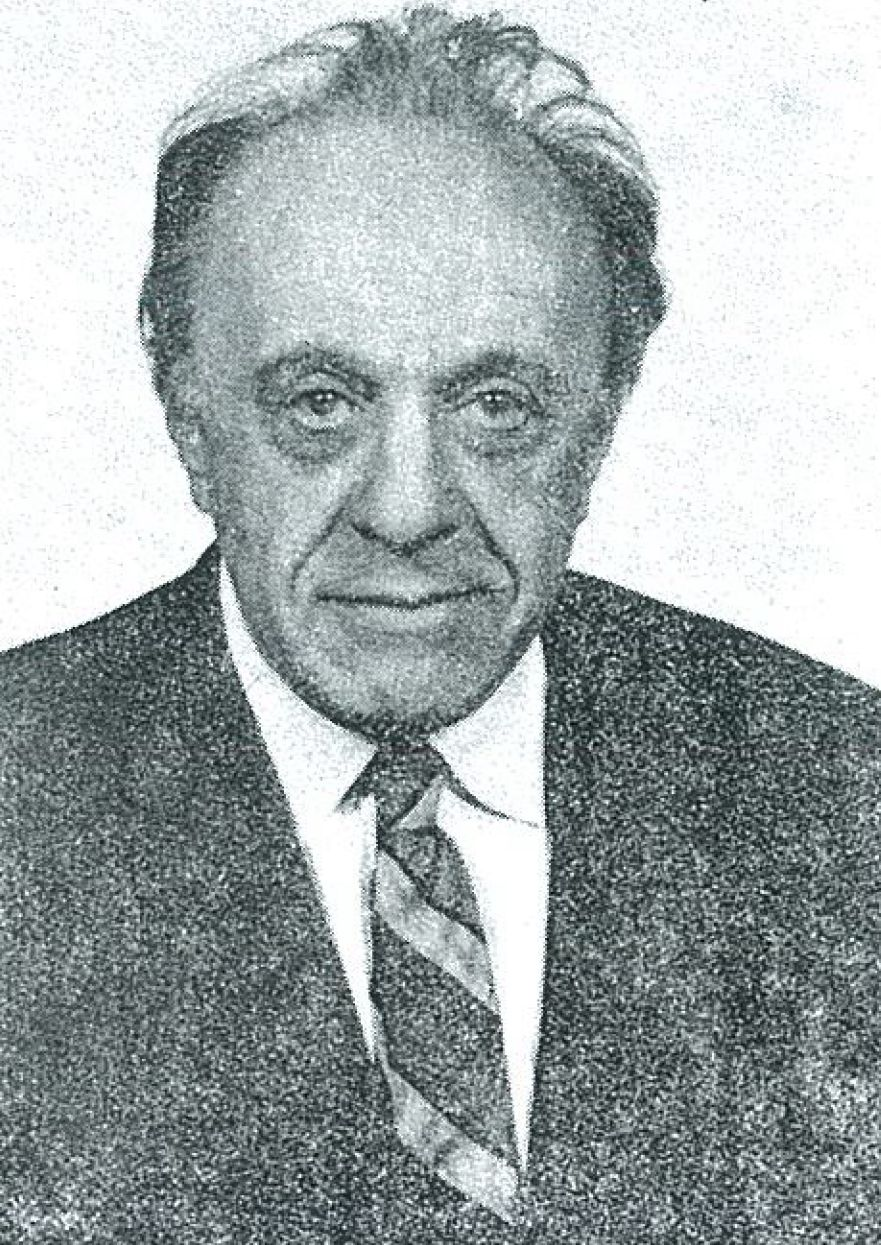
카를 멩거

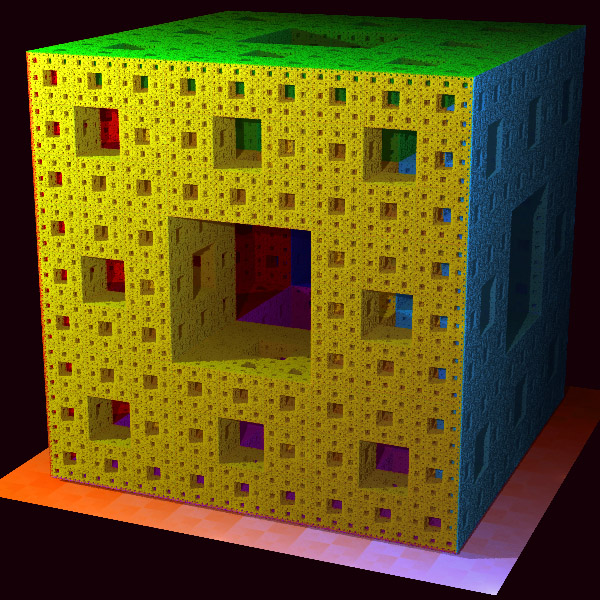
컴퓨터 그래픽으로 구현한 멩거 스펀지

카를 멩거(독일어: Karl Menger, 1902년 1월 13일 오스트리아-헝가리 제국 빈 ~ 1985년 10월 5일 미국 일리노이주 하일랜드파크)는 오스트리아, 미국의 수학자이다. 케일리-멩거 행렬식으로 유명한 그는 대수학의 수학, 기하학의 대수학, 곡선 및 차원 이론 등을 연구했다. 또한 게임 이론과 사회과학의 연구에 기여하기도 했다.

## 생애
오스트리아의 빈에서 경제학자인 카를 멩거(Carl Menger)의 아들로 태어났다. 수학자인 한스 한(Hans Hahn)의 제자였던 카를 멩거는 1924년 빈 대학교에서 박사 학위를 받았다.
1925년 네덜란드의 수학자인 라위트전 브라우어르(L.E.J. Brouwer)의 초청을 받은 뒤부터 암스테르담 대학교에서 수학을 전공했다. 1927년 오스트리아의 빈으로 귀환하면서 교수직을 수락했다. 1930년과 1931년에는 미국 하버드 대학교, 라이스 대학교(Rice Institute)에서 교수로 근무하면서 수학 강의를 진행했다.
1937년부터 1946년까지 노터데임 대학교에서 교수로 근무했고 1946년부터 1971년까지 시카고 일리노이 공과대학교(IIT)에서 교수로 근무했다. 1983년에는 일리노이 공과대학교로부터 문리과학박사 학위를 받았다.

## 기여
그의 가장 유명한 대중적인 공헌은 시에르핀스키 카펫의 3차원 버전인 멩거 스펀지(Menger sponge)이다. 또한 칸토어 집합과 관련이 있다.
카를 멩거는 아서 케일리와 함께 기하학적 거리 문제의 창시자 중 한 명으로 여겨진다. 특히 직접 측정 가능한 물리량, 즉 거리값의 비율의 관점에서 각도와 곡률의 개념에 대한 형식화된 정의를 가짐으로써 이러한 정의에 나타나는 특징적인 수학적 표현은 케일리-멩거 행렬식이다.
그는 1920년대 사회과학과 철학에 관한 토론을 진행했던 빈 학파의 적극적인 참여자였다. 그 기간 동안 그는 경제학의 유틸리티 이론에 대한 흥미로운 응용과 함께 상트페테르부르크의 역설에 대한 중요한 결과를 입증했다. 나중에 그는 오스카르 모르겐슈테른(Oskar Morgenstern)과 함께 게임 이론의 발전에 기여했다.

## 같이 보기
- 케일리-멩거 행렬식
- 멩거 스펀지
- 논제로섬 게임(비제로섬 게임)